# Episodi di The Glades (seconda stagione)
La seconda stagione della serie televisiva The Glades, composta da tredici episodi, è stata trasmessa in prima visione negli Stati Uniti d'America dal canale via cavo A&E Network dal 5 giugno al 5 settembre 2011.
In Italia, la stagione è andata in onda sul canale satellitare Fox dal 28 maggio al 20 agosto 2012.
| nº | Titolo originale     | Titolo italiano        | Prima TV USA     | Prima TV Italia |
| -- | -------------------- | ---------------------- | ---------------- | --------------- |
| 1  | Family Matters       | Affari di famiglia     | 5 giugno 2011    | 28 maggio 2012  |
| 2  | Old Ghosts           | Fantasmi del passato   | 12 giugno 2011   | 4 giugno 2012   |
| 3  | Lost and Found       | Corsa contro il tempo  | 19 giugno 2011   | 11 giugno 2012  |
| 4  | Moonlighting         | Lavoro sporco          | 26 giugno 2011   | 18 giugno 2012  |
| 5  | Dirty Little Secrets | Il ricatto             | 10 luglio 2011   | 25 giugno 2012  |
| 6  | Gibtown              | Predatori notturni     | 17 luglio 2011   | 2 luglio 2012   |
| 7  | Addicted To Love     | Drogata d'amore        | 24 luglio 2011   | 9 luglio 2012   |
| 8  | Second Skin          | Seconda pelle          | 30 luglio 2011   | 16 luglio 2012  |
| 9  | Iron Pipeline        | Traffico d'armi        | 7 agosto 2011    | 23 luglio 2012  |
| 10 | Swamp Thing          | Avventura nella palude | 14 agosto 2011   | 30 luglio 2012  |
| 11 | Beached              | Spiaggiato             | 21 agosto 2011   | 6 agosto 2012   |
| 12 | Shine                | La ricetta segreta     | 28 agosto 2011   | 13 agosto 2012  |
| 13 | Breakout             | L'evasione             | 5 settembre 2011 | 20 agosto 2012  |